# Carl August Tidemann
Carl August Tidemann ist ein norwegischer Gitarrist und Komponist. Er ist vor allem für seine Arbeit bei den Metal-Bands Arcturus und Winds bekannt.

## Leben und Schaffen
Im Alter von 17 Jahren begann er, Gitarre zu spielen. Nach etwa drei Jahren nahm er an einer Musikschule Unterricht bei Mads Eriksen, anschließend ging er für einen Sommerkurs erstmals ans Musicians Institute, das er 1993 mit einem weiteren, 6-monatigen Kurs abschloss.
Tidemann gründete 1989 oder 1990 die Progressive-Metal-Band Tritonus, die 1993 und 1994 Demos aufnahm und 1995 zwei Stücke zur Kompilation A Gathering of 8 Norwegian Prog. Metal Bands beitrug. Tritonus’ Debütalbum erschien erst 2013.
Im Jahr 1995 wurde er außerdem von Jan Axel Blomberg zu Arcturus geholt, mit denen er ihr Debütalbum Aspera hiems symfonia aufnahm. Am Nachfolger La Masquerade Infernale war er 1997 als Gastmusiker beteiligt. In der Zwischenzeit war sein Soloalbum Stylistic Changes erschienen. Nach einigen Jahren, in denen Tidemann musikalisch kaum aktiv war, wurde er 2000 von Andy Winter zu Winds geholt. Tidemann war in der Folge an allen Veröffentlichungen der Band beteiligt.
Tidemann war zudem als Produzent oder Tontechniker an Fleuretys 1993er Demo Black Snow beteiligt, spielte für ihr 2000er Album Department of Apocalyptic Affairs einige Soli ein und war 2013 an einer EP beteiligt. Zudem war er Gastmusiker auf Diablas Album Everything Passes von 2001, auf Vesperian Sorrows Album Stormwinds of Ages von 2012 sowie auf Den Saakaldtes Split mit Horna von 2014.

## Diskografie
mit Tritonus
- 1993: Evolution (Demo)
- 1994: Shadowland (Demo)
- 1995: Change of Reason und Chains auf A Gathering of 8 Norwegian Prog. Metal Bands (Kompilation)
- 2013: Prison of Light

Solo
- 1996: Stylistic Changes

mit Arcturus
- 1996: Aspera hiems symfonia
- 1997: La Masquerade Infernale (als Gast)

mit Winds
→ siehe Winds (Band)#Diskografie
mit Fleurety
- 1993: Black Snow (Demo, als Produzent oder Tontechniker)
- 2000: Department of Apocalyptic Affairs (als Gast)
- 2013: Et Spiritus Meus Semper Sub Sanguinantibus Stellis Habitabit (EP, als Gast)

mit Diabla
- 2001: Everything Passes (als Gast)

mit Vesperian Sorrow
- 2012: Stormwinds of Ages (als Gast)

mit Den Saakaldte
- 2014: Horna/Den Saakaldte (Split, als Gast)